# 784 Pickeringia
784 Pickeringia
784 Pickeringia là một tiểu hành tinh ở vành đai chính. Nó được Joel Hastings Metcalf phát hiện ngày 20.3.1914 ở Winchester, Massachusetts và được đặt theo tên Edward Charles Pickering và William Henry Pickering, hai anh em nhà thiên văn học người Mỹ.